# Огневая группа
Огневая группа — военный анахронизм, обозначающий специализированный элемент боевого порядка стрелкового формирования, состоящий из подразделений огневых средств или отдельных средств огневого поражения противника (пулемётов, артиллерийских орудий и т.п.). По представлениям отечественной военной науки основным назначением огневой группы являлось увеличение огневой мощи ударных или сковывающих подразделений для решения боевых задач в интересах своей части. 
Понятие огневой группы было введено в обиход Боевым уставом пехоты РККА (часть 2) 1927 года для улучшения координации стрелковых частей и приданных огневых средств при выполнении поставленных задач. Оно просуществовало до начала 30-х годов XX века, после чего вышло из употребления.  